# Strongyloides
Strongyloides ist eine Gattung der Fadenwürmer. Die Weibchen leben parasitisch im Dünndarm meist sehr junger Säugetiere und Vögel, haben aber nur eine geringe krankheitsauslösende Wirkung. Die Vertreter sind schlank, haarähnlich, farblos und bis zu 10 mm lang. Der zylindrische Ösophagus reicht meist über das gesamte vordere Drittel des Körpers. Der Uterus ist wie ein Fadenknäuel mit dem Darm verschlungen. Im Gegensatz zu anderen Dünndarmparasiten ähnlicher Größe hat der Schwanz einen plumpen Fleck.

## Lebenszyklus
Die Vertreter der Strongyloides können sich sowohl parasitisch als auch freilebend vermehren. Bei parasitischer Lebensweise verbringen die Weibchen ihr Leben im Dünndarm ihrer Wirte und produzieren larvenhaltige Eier durch Parthenogenese. Bei Pflanzenfressern werden diese mit dem Kot ausgeschieden, bei anderen bereits die im Darm geschlüpfte erste Larve. Diese entwickelt sich über vier Larvenstadien zum freilebenden Adulten, die sich über weitere Generationen freilebend vermehren. Unter bestimmten Verhältnissen, vermutlich abhängig von Temperatur und Feuchtigkeit, kann die Larve 3 die Haut oder bei oraler Aufnahme die Darmschleimhaut des Wirts durchdringen. Hier gelangen sie über Venen in die Lunge und dann in die Luftröhre, wo sie sich zum adulten Weibchen häuten, welches durch Abschlucken in den Dünndarm gelangt. Die Präpatenz beträgt 8 bis 14 Tage.

## Arten
| Art                       | Wirte                                                   |
| ------------------------- | ------------------------------------------------------- |
| Strongyloides avium       | Vögel                                                   |
| Strongyloides cebus       | Neuweltaffen                                            |
| Strongyloides felis       | Katzen                                                  |
| Strongyloides fulleborni  | Altweltaffen, Mensch                                    |
| Strongyloides papillosus  | Wiederkäuer, Kaninchen                                  |
| Strongyloides planiceps   | Katzen                                                  |
| Strongyloides ransomi     | Echte Schweine                                          |
| Strongyloides ratti       | Ratten                                                  |
| Strongyloides stercoralis | Mensch und andere Primaten, Altweltaffen, Hunde, Katzen |
| Strongyloides tumefaciens | Katzen                                                  |
| Strongyloides westeri     | Pferde, selten Schweine                                 |